# Tadeusz Gorecki

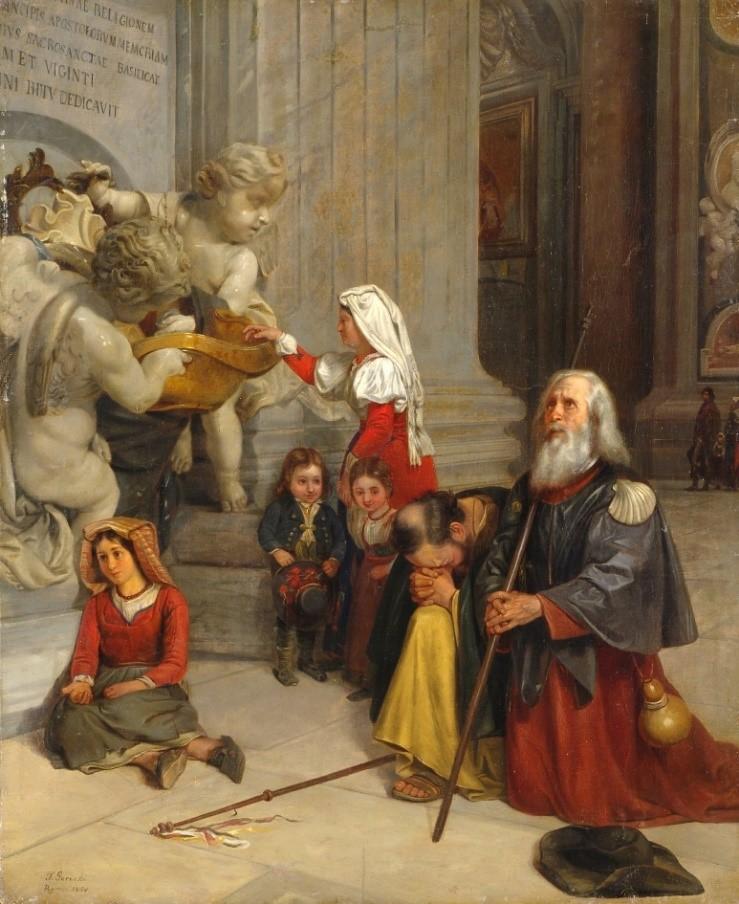
Pielgrzymi

Tadeusz Gorecki (ur. 5 czerwca 1825 w Dusieniętach, zm. 31 stycznia 1868 w Paryżu) – polski malarz portrecista.

## Życiorys
Był synem poety Antoniego i Weroniki z domu Ejdziwitowicz. W wieku młodzieńczym uczył się malarstwa u Wincentego Dmochowskiego, być może także u kuzyna Walentego Wańkowicza. 
Od 1841 do 1849 studiował na Cesarskiej Akademii Sztuk Pięknych w Petersburgu u Karła Briułłowa, uzyskując najwyższy medal złoty I klasy. W roku 1850 artysta uzyskał stypendium rządu rosyjskiego na studia zagraniczne i przez trzy lata podróżował po Holandii, Hiszpanii i Włoszech, zapoznając się z tamtejszymi dziełami malarskimi i kopiując niektóre. Przez kilka miesięcy pracował wówczas w muzeum Prado w Madrycie, gdzie sporządzał kopie obrazów Sebastiano del Piomby i Jusepego de Ribery. W latach 1853–1855 znów mieszkał w Petersburgu, otrzymując w 1854 tytuł akademika na swojej uczelni macierzystej. Od 1855 mieszkał we Włoszech, a od 1857 w Paryżu, gdzie w listopadzie 1857 poślubił Marię, córkę Adama Mickiewicza. 
Gorecki specjalizował się w portretach i w kopiach dzieł dawnych mistrzów, ale jest też autorem wielu scen rodzajowych, obrazów o tematyce religijnej i przedstawiajacych wnętrza zabytków. Udzielał lekcji malarstwa. Do jego uczniów należał Witold Pruszkowski.
Odznaczony Orderem Lwa i Słońca za nauczanie studentów z Persji. 
Obrazy Goreckiego znajdują się w zbiorach m.in. Galerii Tretiakowskiej (portret rzeźbiarza Petera Clodta von Jürgensburga), Muzeum Rosyjskiego w Petersburgu, Muzeum Narodowego w Warszawie i Muzeum Narodowego w Krakowie. 